# Regionalwahl in der Toskana 2000
Die Regionalwahl in der Toskana 2000 fand am 16. April statt; der Regionalrat und der Präsident der Region wurden gleichzeitig gewählt.

## Wahlergebnis
| Kandidaten                                                      | Kandidaten             | Stimmen   | %    | Listen                               | Stimmen   | %    | Mandate |
| --------------------------------------------------------------- | ---------------------- | --------- | ---- | ------------------------------------ | --------- | ---- | ------- |
|                                                                 | Claudio Martinigewählt | 1.029.142 | 49,3 | Democratici di Sinistra              | 708.750   | 36,2 | 17      |
| Partito Popolare Italiano                                       | Claudio Martinigewählt | 1.029.142 | 49,3 | 71.195                               | 3,6       | 1    |         |
| I Democratici                                                   | Claudio Martinigewählt | 1.029.142 | 49,3 | 64.606                               | 3,3       | 1    |         |
| Partito dei Comunisti Italiani                                  | Claudio Martinigewählt | 1.029.142 | 49,3 | 59.258                               | 3,0       | 1    |         |
| Federazione dei Verdi                                           | Claudio Martinigewählt | 1.029.142 | 49,3 | 42.269                               | 2,2       | 1    |         |
| Socialisti Democratici Italiani - Partito Repubblicano Italiano | Claudio Martinigewählt | 1.029.142 | 49,3 | 36.413                               | 1,9       | 1    |         |
| Unione Democratici per l’Europa                                 | Claudio Martinigewählt | 1.029.142 | 49,3 | 2.406                                | 0,1       | –    |         |
| Mandate der Listengruppe                                        | Claudio Martinigewählt | 1.029.142 | 49,3 | –                                    | –         | 10   |         |
| ↳ Gesamt                                                        | Claudio Martinigewählt | 1.029.142 | 49,3 | 984.897                              | 50,3      | 32   |         |
|                                                                 | Altero Matteoli        | 836.001   | 40,1 | Forza Italia                         | 395.946   | 20,2 | 8       |
| Alleanza Nazionale                                              | Altero Matteoli        | 836.001   | 40,1 | 291.200                              | 14,9      | 5    |         |
| Centro Cristiano Democratico                                    | Altero Matteoli        | 836.001   | 40,1 | 40.692                               | 2,1       | 1    |         |
| Cristiani Democratici Uniti                                     | Altero Matteoli        | 836.001   | 40,1 | 40.476                               | 2,1       | 1    |         |
| Partito Socialista – Socialdemocrazia                           | Altero Matteoli        | 836.001   | 40,1 | 11.956                               | 0,6       | –    |         |
| Lega Nord                                                       | Altero Matteoli        | 836.001   | 40,1 | 11.256                               | 0,6       | –    |         |
| Movimento Autonomista Toscano                                   | Altero Matteoli        | 836.001   | 40,1 | 2.176                                | 0,1       | –    |         |
| Liberal Sgarbi – I Libertari                                    | Altero Matteoli        | 836.001   | 40,1 | 853                                  | 0,0       | –    |         |
| Nicht gewählte Direktkandidat                                   | Altero Matteoli        | 836.001   | 40,1 | –                                    | –         | 1    |         |
| ↳ Gesamt                                                        | Altero Matteoli        | 836.001   | 40,1 | 794.555                              | 40,6      | 16   |         |
|                                                                 | Niccolò Pecorini       | 159.862   | 7,7  | Partito della Rifondazione Comunista | 131.471   | 6,7  | 2       |
|                                                                 | Gianfranco Dell'Alba   | 49.358    | 2,4  | Lista Emma Bonino                    | 40.496    | 2,1  | –       |
|                                                                 | Paolo Vecchi           | 12.950    | 0,6  | Partito Umanista                     | 6.722     | 0,3  | –       |
| Gesamt                                                          | Gesamt                 | 2.087.313 | 100  |                                      | 1.958.141 | 100  | 50      |